# 春名美佳
春名 美佳（はるな みか、1978年6月14日 - ）は、兵庫県加古川市出身の元女子競泳選手。兵庫県立加古川南高等学校、筑波大学卒業。

## 人物
- 1984年ロサンゼルスオリンピックの陸上選手カール・ルイスを見て憧れたのがきっかけとなり[1]、1992年バルセロナオリンピックに出場したときは岩崎恭子・稲田法子と並んで中2トリオのメンバー[2]となり、結果は4位[3]、高校時代の1996年アトランタオリンピックでは7位となり、共にバタフライ200m出場でメダルには届かなかった。
- その後は怪我が原因で大学3年に引退、卒業後は兵庫教育大学大学院で教員免許を取り、スポーツクラブ勤務を経て兵庫県・東京都・石川県の小学校教諭を務めていた[4]。
- 2021年9月から2022年3月まで、愛媛県上浮穴郡久万高原町に在住として、町会計任用職員として務め[5]、久万B&G海洋センターに勤務。きっかけは、同年2月に久万高原町で乗馬活動をしている久万高原愛馬会の関係者をインスタグラムで見つけたことで、当時は金沢市在住だった。春の町地域おこし協力隊の採用試験は不合格だったが、夏の町会計年度任用試験に合格した[6]。